# لوکا راچیچ
لوکا راچیچ (انگلیسی: Luka Racic؛ زادهٔ ۸ مهٔ ۱۹۹۹) بازیکن فوتبال اهل دانمارک است.
وی همچنین در تیم‌های ملی فوتبال جوانان و زیر ۲۱ سال دانمارک بازی کرده‌است.

## دوران ملی
راچیچ برای تیم ملی دانمارک بین رده‌های زیر ۱۶ تا ۲۱ سال بازی کرد. او بخشی از تیم دانمارک در سال ۲۰۱۶ در مسابقات قهرمانی زیر ۱۷ سال اروپا بود و سه بار در این مسابقات حضور داشت.

## زندگی شخصی
راچیچ علی‌رغم این‌که در رده‌های پایه برای تیم ملی فوتبال دانمارک بازی کرده‌است اما تباری مونته نگرویی دارد.